# John Hiatt
John Hiatt (Indianapolis, 20 agosto 1952) è un cantautore, pianista e chitarrista statunitense di genere rock.

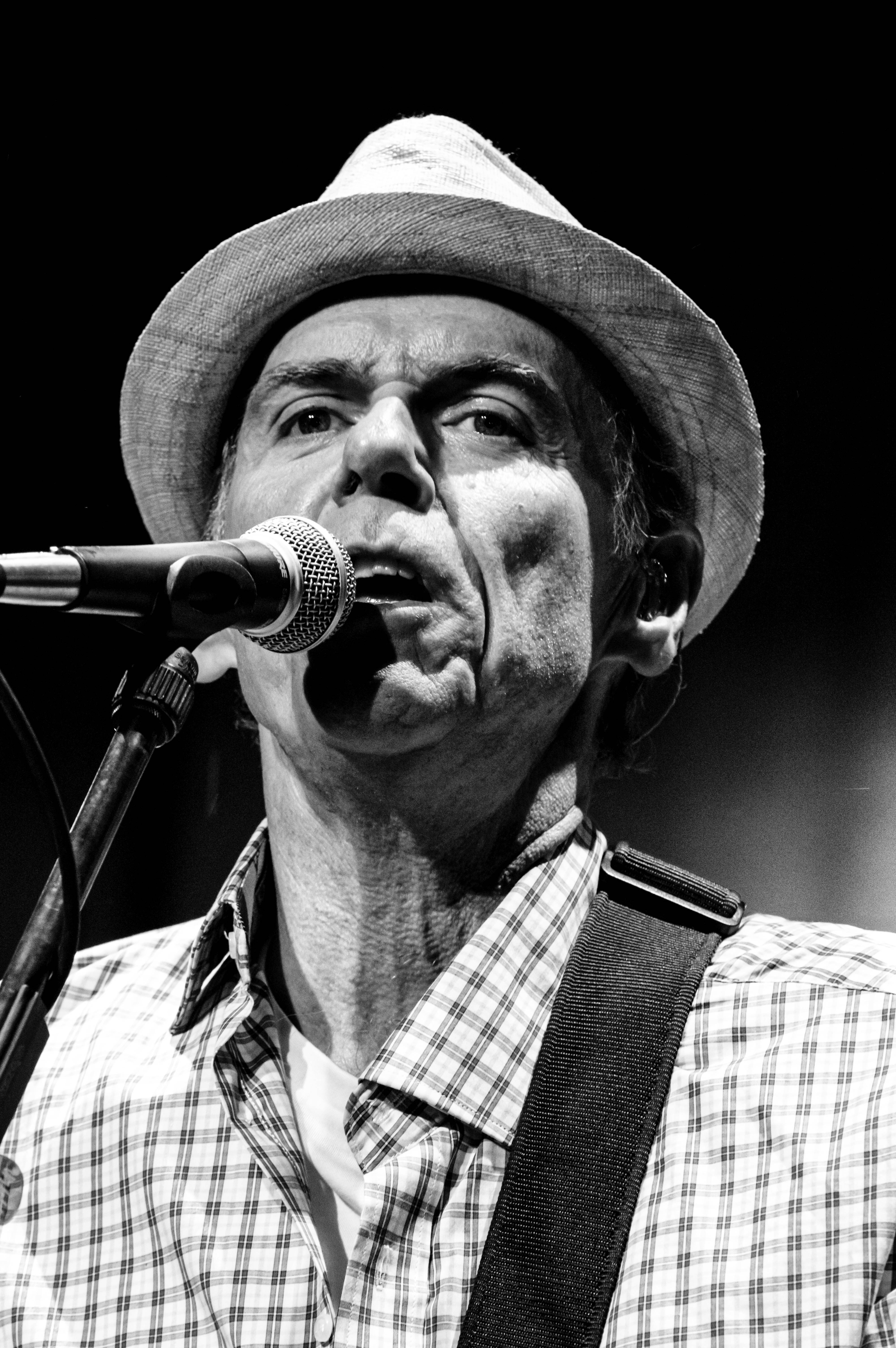
John Hiatt sul Zelt-Musik-Festival 2015 in Friburgo in Brisgovia

Nei suoi dischi ha suonato vari stili musicali, incluso new wave e country. Hiatt è stato nominato a undici Grammy Awards e ha vinto altri premi nell'industria della musica.
Ha pubblicato venti album in studio e due live.
Le sue canzoni sono state riprese da vari artisti, inclusi Bob Dylan, Willy DeVille, Linda Ronstadt, Bonnie Raitt, Eric Clapton, B.B. King, Willie Nelson, Jesse Brand, Three Dog Night, Joan Baez, Paula Abdul, Buddy Guy, Desert Rose Band, Jimmy Buffett, Mandy Moore, Iggy Pop, Emmylou Harris, Kathy Chiavola, Rodney Crowell, Nick Lowe, The Nitty Gritty Dirt Band, Rosanne Cash, Jewel, René Evald, Joe Cocker, Aaron Neville, Keith Urban e Jeff Healey.

## Biografia
Figlio di Robert e Ruth Hiatt, all'età di nove anni suo fratello maggiore si uccise a soli 21 anni. Due anni dopo il padre morì dopo una lunga malattia. Per evadere dallo stress di quell'infanzia, Hiatt era solito guardare le gare di Formula 1 ed ascoltare Elvis Presley, Bob Dylan e il blues.
Hiatt racconta spesso che con altri rubò un'auto, crimine per cui fu arrestato ma non condannato. Imparò a suonare la chitarra ad undici anni, e iniziò la sua carriera nella musica a Indianapolis. Suonò in vari locali, principalmente l'Hummingbird, suonando con una varietà di gruppi.
Si trasferì a Nashville all'età di diciotto anni e ottenne un impiego come autore musicale a 25 dollari a settimana. Hiatt, che non era in grado di leggere o scrivere spartiti musicali, dovette registrare tutte le 250 canzoni che scrisse.

### Carriera solista
Incontra Don Ellis di Epic Records nel 1973 ed esce il primo singolo, We Make Spirit. Nel 1974 pubblica Hangin' around the Observatory, che fu un successo di critica ma non di vendite. L'anno dopo fu pubblicato Overcoats e, essendo un insuccesso, la Epic rescisse il contratto con Hiatt. I quattro anni successivi restò senza un contratto discografico, e il suo stile si evolse dal country-rock alla new wave.

### Il periodo MCA/Geffen
Nel 1979 firmò per la MCA con cui pubblicò due album con poco successo commerciale. Ebbe alcune critiche positive da critici olandesi. Si esibì al Paradiso di Amsterdam per la prima volta nel ‘79; ci tornò spesso e si costruì una buona base di fan.
Nel 1982 passa all'etichetta Geffen, e incise tre dischi stilisticamente differenti: il primo, All of a Sudden, caratterizzato dall'uso intenso di tastiere e sintetizzatori, gli altri due invece combinavano influenze country e soul.
Lavorando per la Geffen, Hiatt venne definito "l'Elvis Costello americano".
Registrò anche un duetto con Costello, Living a Little, Laughing a Little, che compare sul disco Warming Up to the Ice Age. Bob Dylan fece una cover di The Usual. Però anche la Geffen licenziò Hiatt, dopo che il disco non entrò in classifica.

### Il successo
John Hiatt giunse al successo nel 1987 con la pubblicazione dell'album Bring the Family, con il supporto di un gruppo formato da Ry Cooder, Nick Lowe e Jim Keltner. Una delle tracce del disco, Have a Little Faith in Me, sarà poi ripresa da numerosi artisti come Joe Cocker, Delbert McClinton, Jeep, Mandy Moore e Bon Jovi. Nel 1989 Bonnie Ratt raggiunge il N°11 della classifica USA con la sua versione di Thing Called Love.
Dopo Bring the Family, Hiatt riuscì a mandare nove album nella classifica Billboard 200.
Nel 1988 ritornò in studio per registrare un nuovo album, Slow Turning, che fu il primo disco ad entrare nella parte alta della classifica. Nel 1989 Jeff Healey fece una versione personale di Angel Eyes della Jeff Healey Band, portandola alla top 5 della Billboard Hot 100.

### Anni ‘90 e oltre
Nel 1992 Cooder Keltner e Lowe supportarono di nuovo Hiatt, ma stavolta diedero un nome al gruppo, Little Village. Le aspettative per l'album erano tante, ma il disco non ebbe successo e dopo un album il gruppo si sciolse.
Nel 1993 Hiatt pubblicò Perfectly Good Guitar, prodotto da Matt Wallace dei Faith No More che salì fino alla posizione nº47 della classifica, però non quello che l'etichetta A&M si aspettava. L'anno successivo uscì il primo disco dal vivo, Hiatt Comes Alive at Budokan?, l'ultimo con la A&M.
Ricevette la sua prima candidatura al Grammy nel ‘95 per l'album Walk On.
Nel 2000, pubblicò il primo album per un'etichetta indipendente, la (Vanguard Records). Crossing Muddy Waters, influenzato dal bluegrass gli fruttò la nomina di cantante/artista dell'anno nel Nashville Music Awards.
L'anno seguente fu candidato al Grammy come miglior album di folk contemporaneo.
Nel 2002 compose parecchie canzoni per la colonna sonora del film Disney Country Bears, eseguendo la voce del primo cantante.
Il disco successivo, Master of Disaster fu pubblicato nel giugno 2005 e venne prodotto da Jim Dickinson, con al basso David Hood e parecchi membri dei Mississippi Allstars. Diventò un album indipendente top-ten ma non ebbe successo commerciale.
Nel maggio 2008 uscì Same Old Man e il 18 luglio Hiatt suonò due canzoni con la figlia Lilly al Ravinia Outdoor nei dintorni di Chicago. Seguirono altri album: The Open Road per New West Records nel 2010, Dirty Jeans and Mudslide Hymns sempre New West Records nel 2011 e Mystic Pinball nel 2012. A Luglio 2014 è uscito Terms of My Surrender un album prevalentemente acustico, con forti influenze blues, registrato in studio in presa diretta che segna un po' una svolta rispetto ai due precedenti album prevalentemente rock.

## Discografia

### Album in studio
- 1974 - Hangin' Around the Observatory (Epic Records)
- 1975 - Overcoats (Epic Records)
- 1979 - Slug Line (MCA Records)
- 1980 - Two Bit Monsters (MCA Records)
- 1982 - All of a Sudden (Geffen Records)
- 1983 - Riding with the King (Geffen Records)
- 1985 - Warming Up to the Ice Age (Geffen Records)
- 1987 - Bring the Family (A&M Records)
- 1988 - Slow Turning (A&M Records)
- 1990 - Stolen Moments (A&M Records)
- 1993 - Perfectly Good Guitar (A&M Records)
- 1995 - Walk On - (Capitol Records)
- 1997 - Little Head (Capitol Records)
- 2000 - Crossing Muddy Waters (Vanguard Records)
- 2001 - The Tiki Bar Is Open (Vanguard Records)
- 2003 - Beneath This Gruff Exterior (New West Records)
- 2005 - Master of Disaster (New West Records)
- 2008 - Same Old Man (New West Records)
- 2010 - The Open Road (New West Records)
- 2011 - Dirty Jeans and Mudslide Hymns (New West Records)
- 2012 - Mystic Pinball (New West Records)
- 2014 - Terms of My Surrender (New West Records)
- 2018 - The Eclipse Sessions

### Album live
- 1994 - Hiatt Comes Alive at Budokan? (A&M Records)
- 2005 - Live from Austin, TX (New West Records)

### Raccolte
- 1998 - The Best of John Hiatt (Capitol Records)

### Partecipazioni
- 2008 - The Imus Ranch Record (Welfare Music) - (New West Records)